# Csörlő

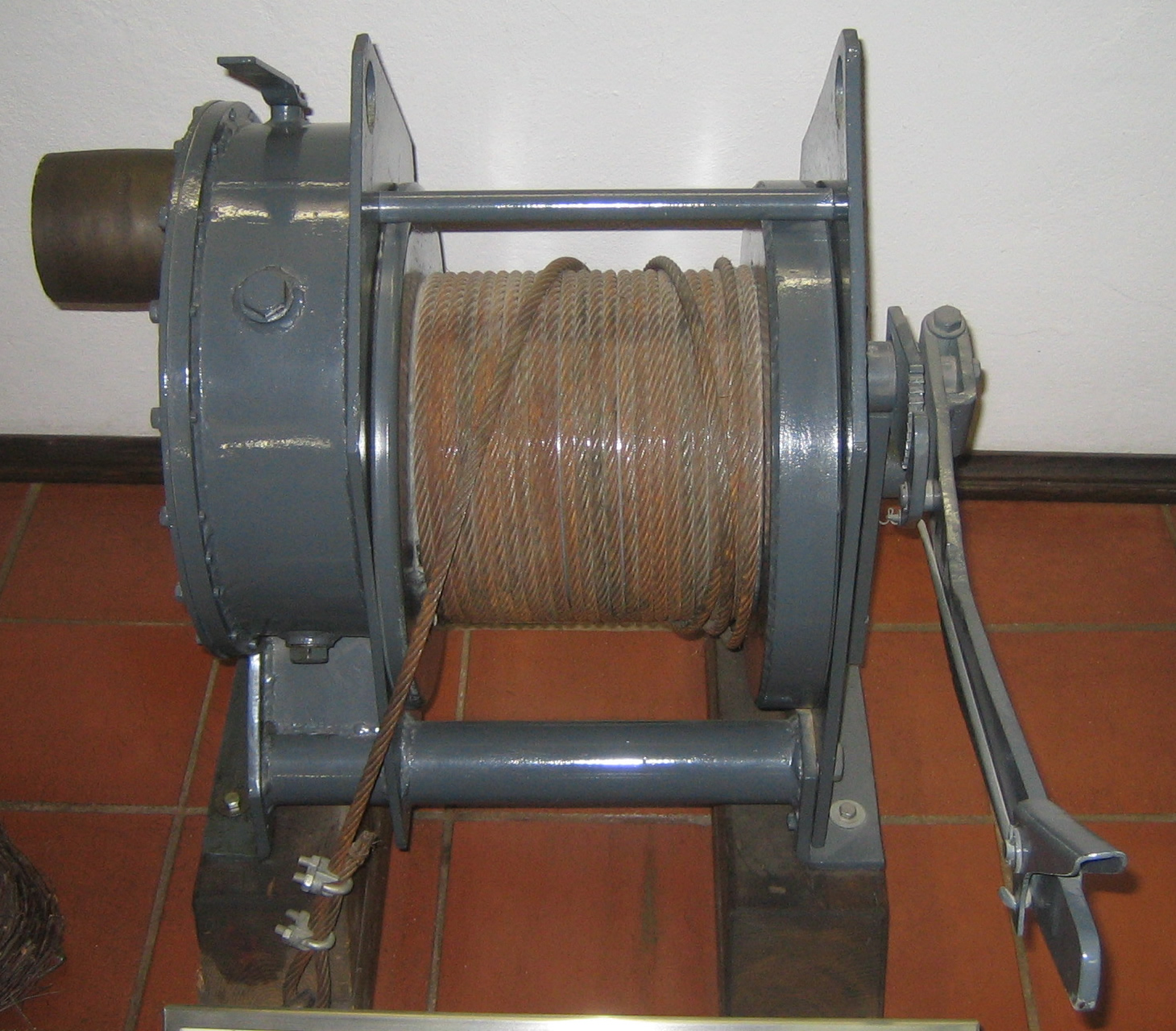
Dízelmotoros csörlő az 1940-es évekből

A csörlő az egyszerű gépek közé tartozó emelő elvén működő emelőgép, amely egy henger alakú, állványra szerelt kötéldobból, az arra felcsévélt drótkötélből, illetve a dobot fogaskerék-áttételek segítségével hajtó forgatókarból (kézi hajtású csörlő), villamos vagy belső égésű motorból (gépi hajtású csörlő) áll. Elsősorban függőleges irányú teheremelésre, illetve -eresztésre használható, de korlátozottan vízszintes vagy ferde irányú vontatásra is alkalmas (az ez utóbbi célra specializált gép neve vitla). A biztonságos üzemeltetést, vagyis a kötél és a végén függő teher visszafutásának megakadályozását mechanikus kilincsmű (kilincsnyelv) vagy fék biztosítja.
A csörlő elvén működnek a különféle ipari gépekbe – például elevátorokba, darukba, emelővillás targoncákba, kanalas kotrógépekbe – beépített emelőművek, a hajók horgonyzatát leeresztő, illetve felhúzó horgonycsörlő, valamint a vitorlázó repülőgépek indításakor használt, a géphez kapcsolt vontatókötelet felcsavaró szerkezet is.